# Сасіново
Сасіново (пол. Sasinowo, нім. Sachsenfelde) — село в Польщі, у гміні Мосіна Познанського повіту Великопольського воєводства.
Населення — 171 особа (2011).
У 1975-1998 роках село належало до Познанського воєводства.

## Демографія
Демографічна структура станом на 31 березня 2011 року:
|          | Загалом | Допрацездатний вік | Працездатний вік | Постпрацездатний вік |
| -------- | ------- | ------------------ | ---------------- | -------------------- |
| Чоловіки | 85      | 18                 | 62               | 5                    |
| Жінки    | 86      | 16                 | 53               | 17                   |
| Разом    | 171     | 34                 | 115              | 22                   |